# Komplementární architektura
Komplementární architektura je hnutí současné architektury zdůrazňující komplexní porozumění kontextu a snahu přispívat k životnímu prostředí tak, aby zlepšovala nebo zdůrazňovala jeho již existující kvality. K hlavním rysům komplementární architektury patří udržitelnost, altruismus, kontextualismus, endemismus a navazování na specifický regionální designový jazyk. Termín poprvé použil česko-australský architekt Jiří Lev v Manifestu komplementární architektury (formulován v roce 2015) v reakci na rostoucí dopad globalizovaných designových trendů a jejich malou citlivost k místnímu kontextu. Slovo komplementární má kořeny v latině s významem úplnost či doplnění.
Komplementární architektura vychází z místních vzorů a designových jazyků. Designový jazyk představuje soubor víceméně formalizovaných pravidel zacházení s formami, které vyplývají z praktických řešení vyvinutých v průběhu času místní kulturou na základě přírodních podmínek. Designovým jazykem v architektuře je soubor geometrických (formálních) a materiálových standardů používaných v budovách a jiných umělých strukturách, tradičně vyplývající z místních materiálů a jejich fyzikálních vlastností.
Komplementární architektura interpretuje vitruvianskou triádu pro současné použití, propojuje trvanlivost (firmitas) s aspekty širší udržitelnosti, užitečnost (utilitas) s altruismem a službou společnosti a individuální krásu (venustas) s harmonií v širším kontextu, zastřešující regionální identitu a ducha místa. 

## Názory
Zastánci komplementární architektury zdůrazňují, že historicky bylo stavební prostředí vytvářeno spíše kontinuálním, evolučním způsobem než revolučními událostmi. Drtivá většina tradiční lidové architektury i formální architektury vytvořené před 20. stoletím je podle nich komplementární architekturou, stejně jako mnoho děl inspirovaných některými současnými hnutími, jako je kontextuální architektura, domorodá architektura, organická architektura nebo nový urbanismus.
Komplementární architektura zahrnuje systematickou analýzu tradičních technik v kontextu městského prostředí s cílem znovuobjevit udržitelná, vrstvená, jemná, kontextová a environmentálně vhodná řešení pro současnost. Metodika komplementární architektury je obzvláště užitečná tam, kde současný vývoj proniká kompaktní historickou městskou strukturou. Komplementární design respektuje svůj architektonický kontext a opatrně zavádí prvky současného designu.
Hnutí specificky odmítá tendenci současných architektů stavět jen budovy spíše než města, přičemž opomíjejí skutečnost, že hodnota budovy spočívá v architektonickém celku, a také modernistické kontrastování s přírodou nebo kontextem za účelem inovací jakožto nevyhnutelně destruktivní proces. Přívrženci kontextové architektury prohlašují, že ve 20. století byla abdikace dekorativních prvků a tradičních forem socialisty považována za známku nově nalezené jednoduchosti, solidarity a obětavosti a kapitalisty oblíbena jako nákladově efektivní řešení. Obecně podle nich platí, že „téměř každá budova dokončená před 20. stoletím byla krásná“ a že problematika krásy v současné i budoucí architektuře je prostě otázkou „obnovy starých zvyků“.

## Současné příklady

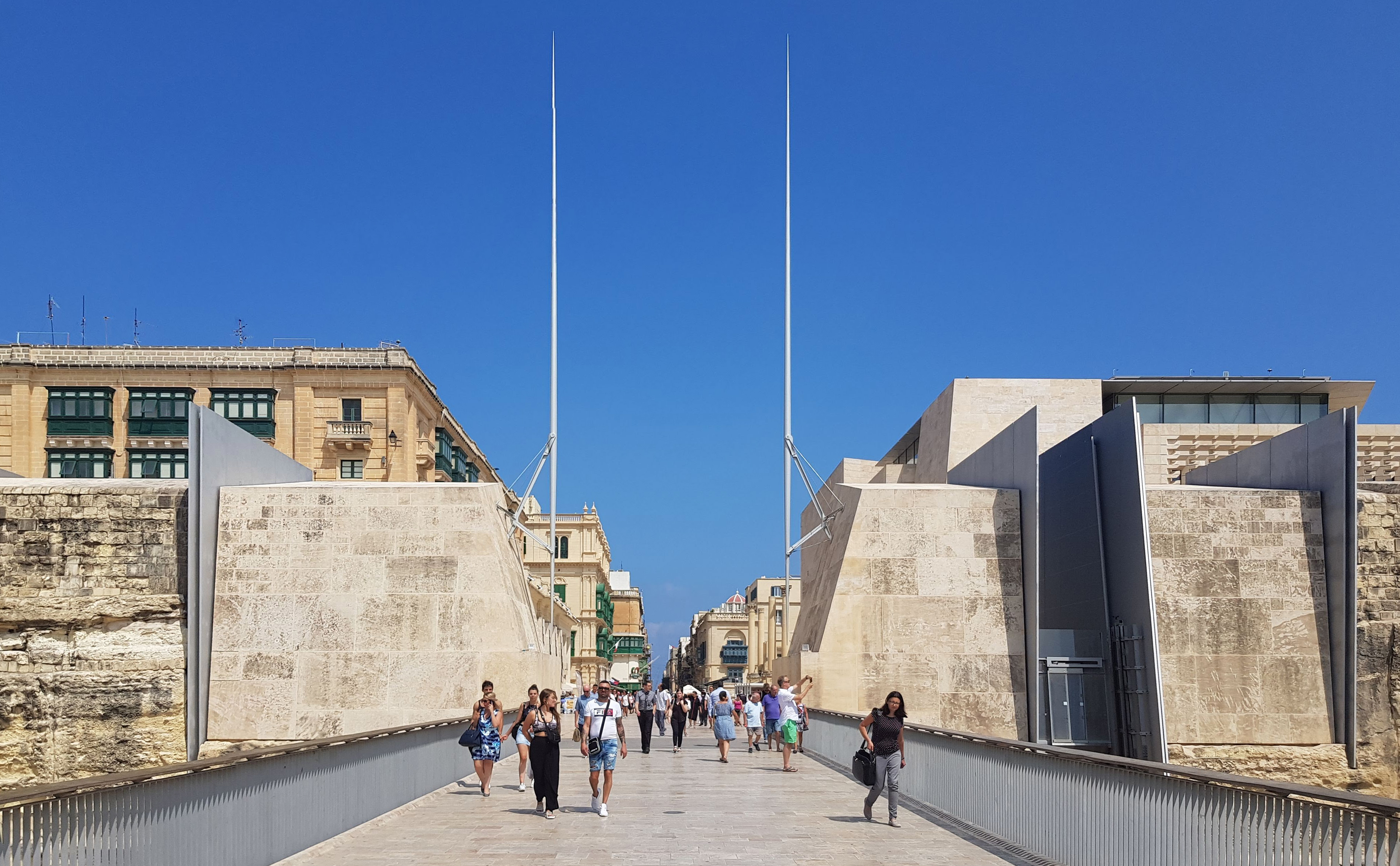
City Gate (Valletta, Malta)
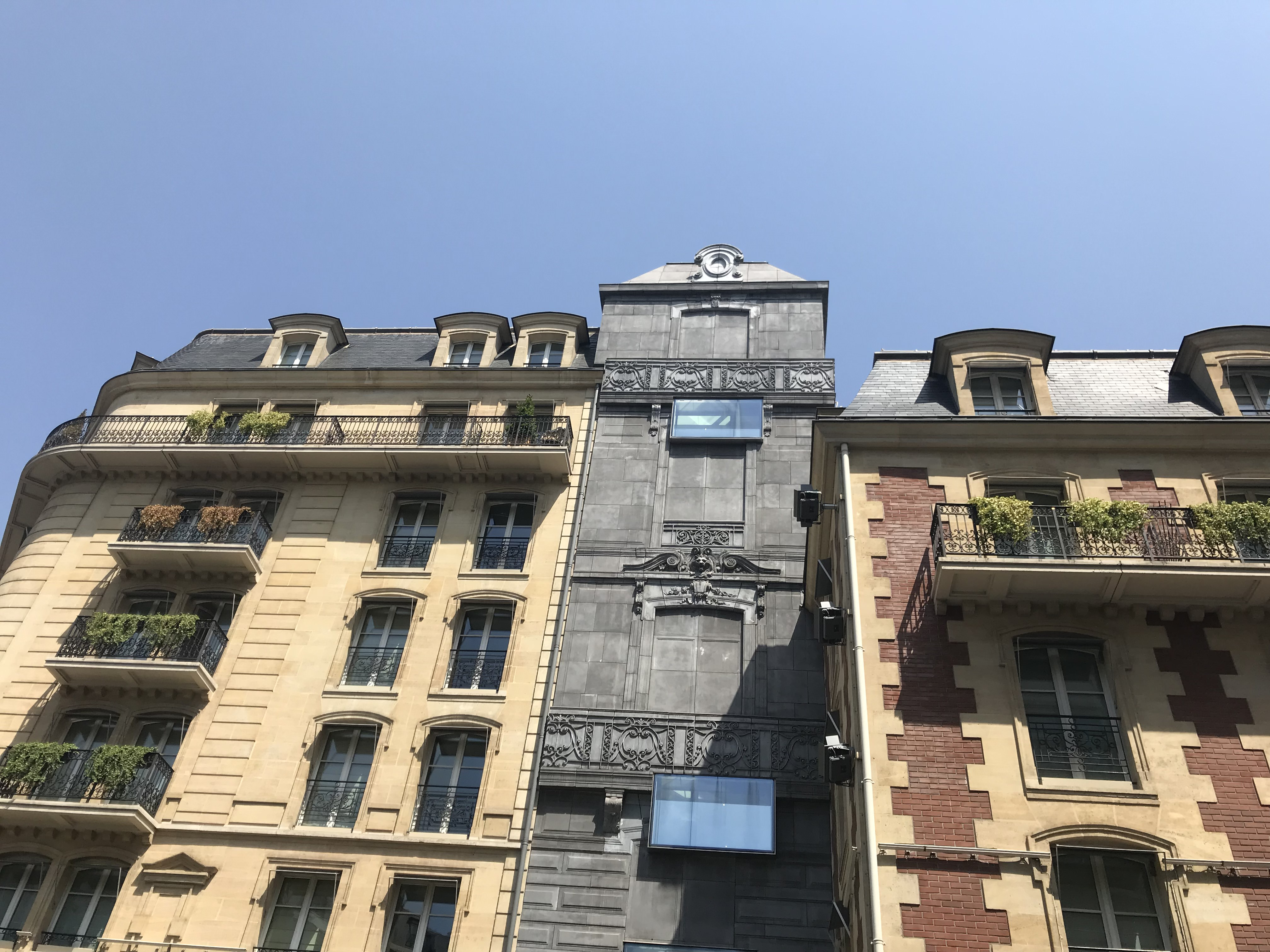
Fasáda hotelu Fouget v Rue Vernet, Paříž
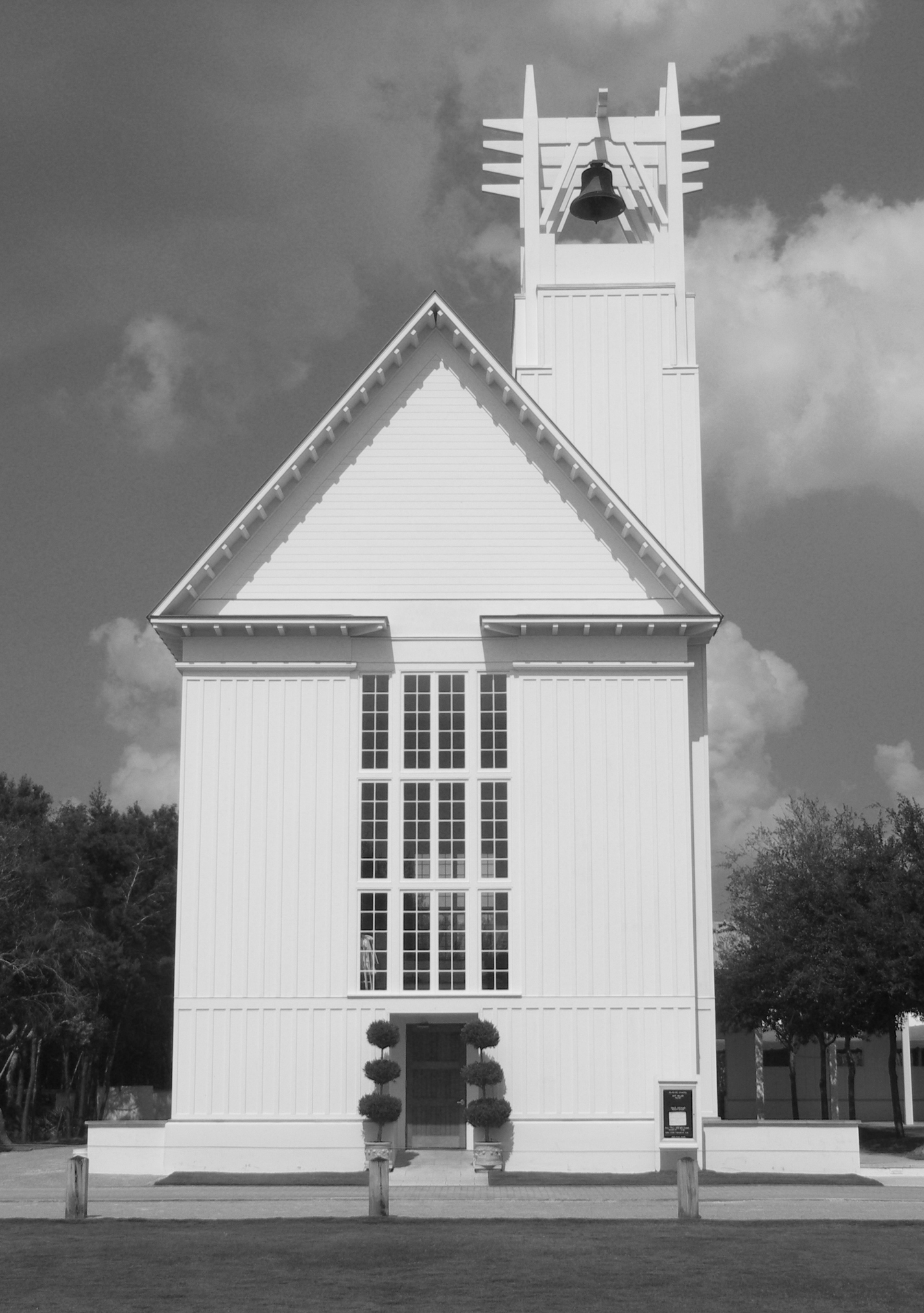
Kaple (Seaside, Florida)
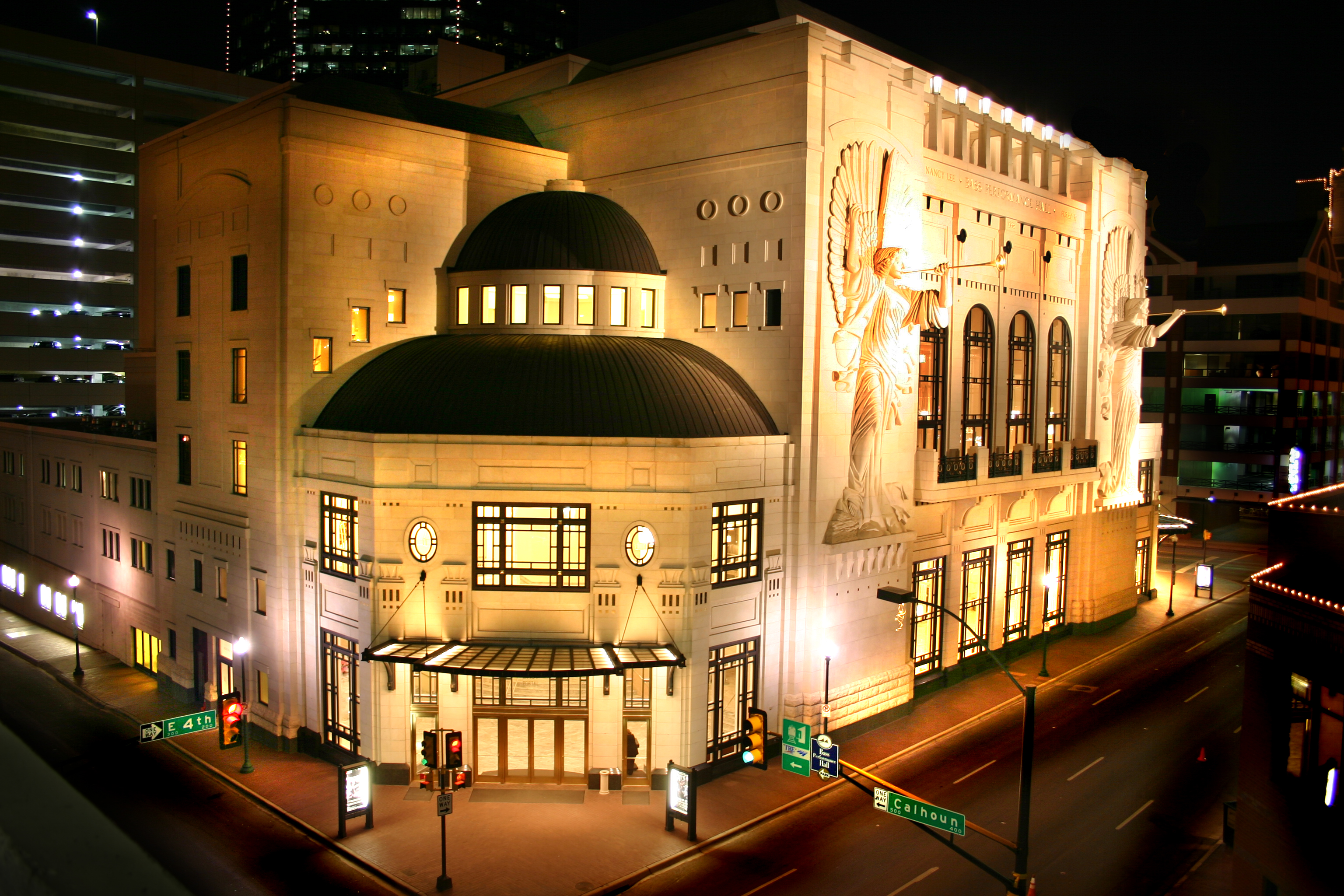
Divadlo Bass Hall (Fort Worth, Texas)
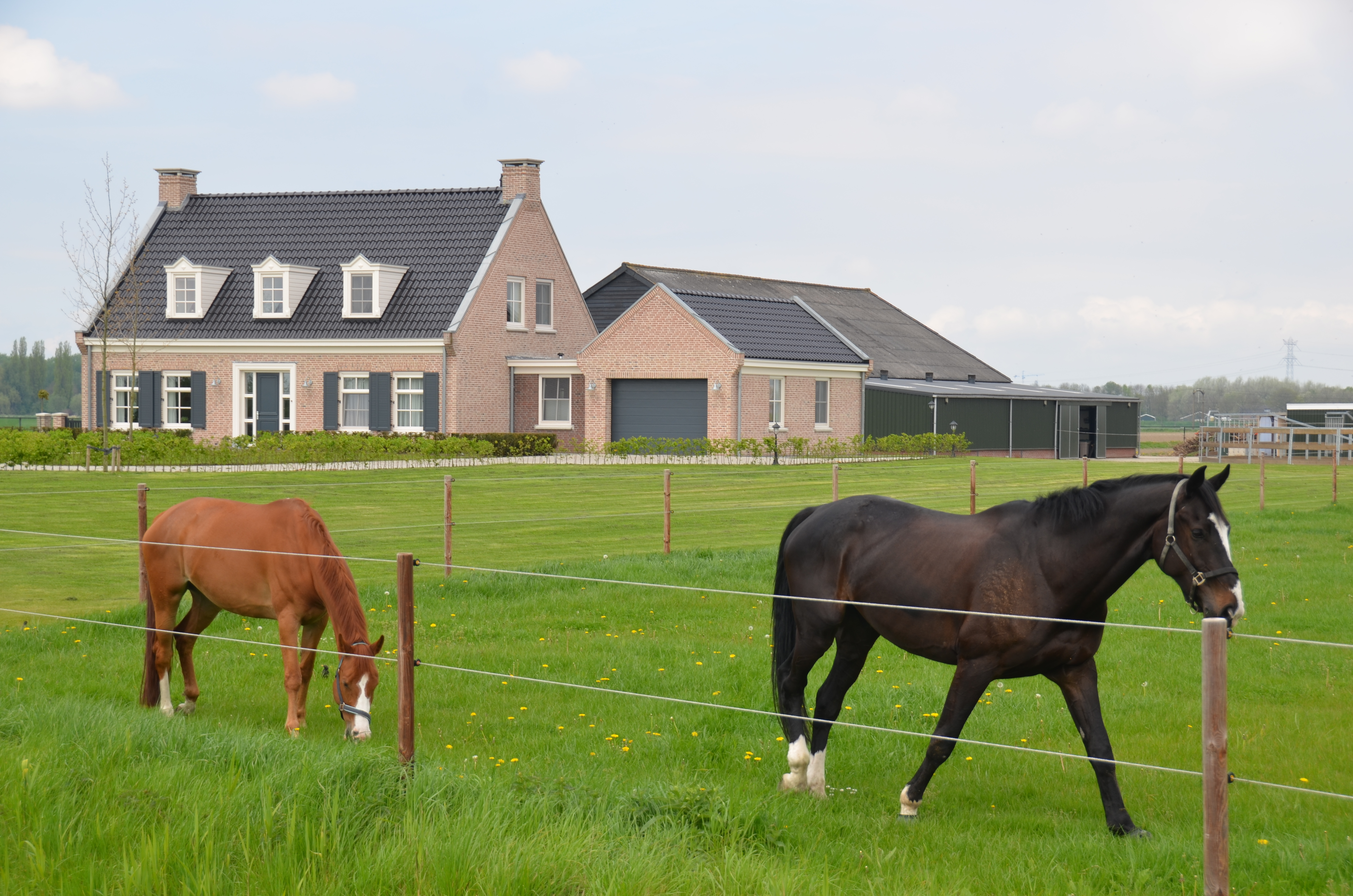
Moderní farma (Holandsko)
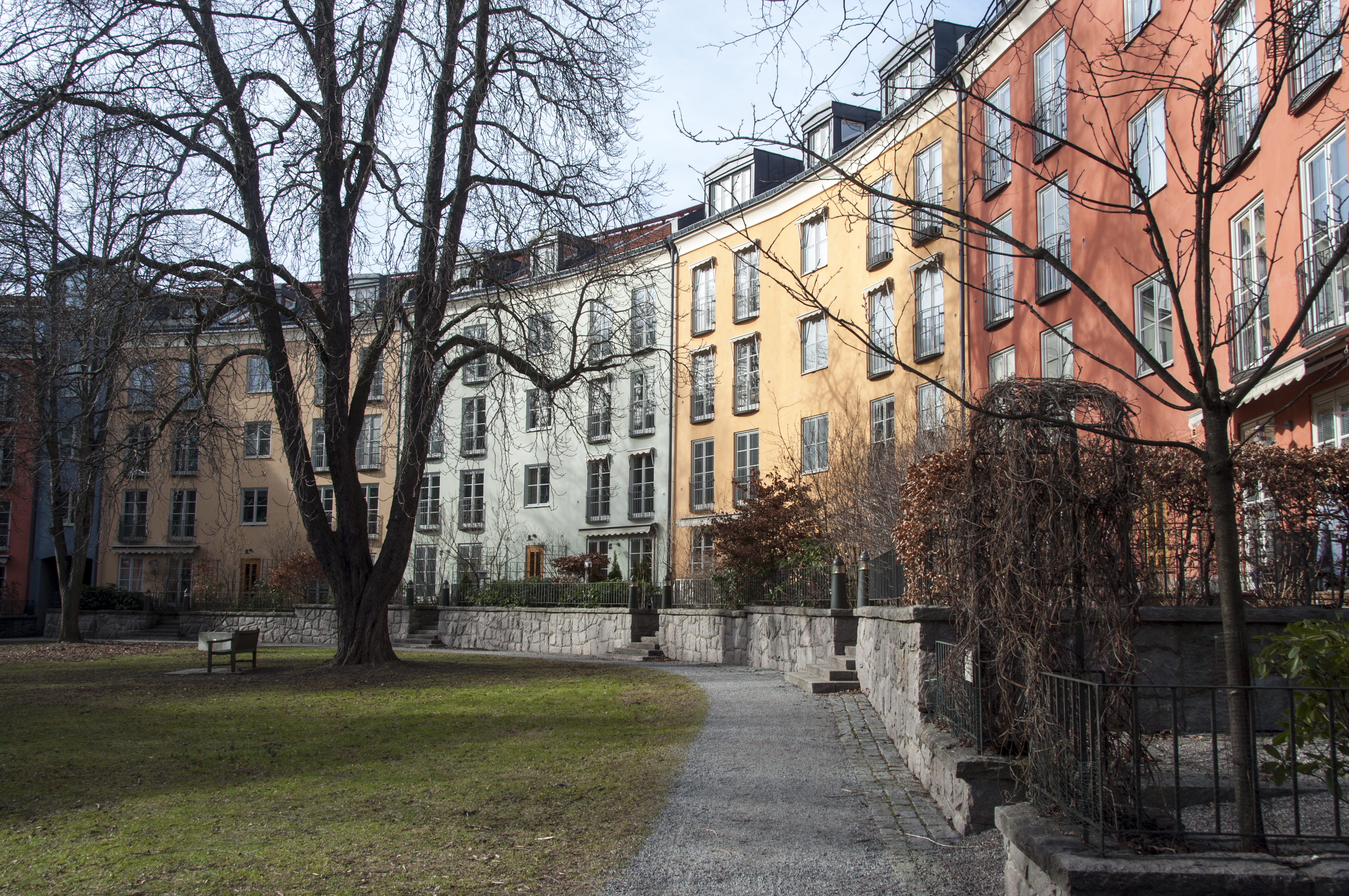
Domy u Grubbensparku, Stockholm
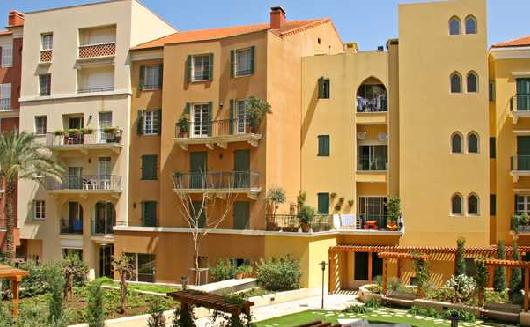
Saifi Village (Bejrút, Libanon)
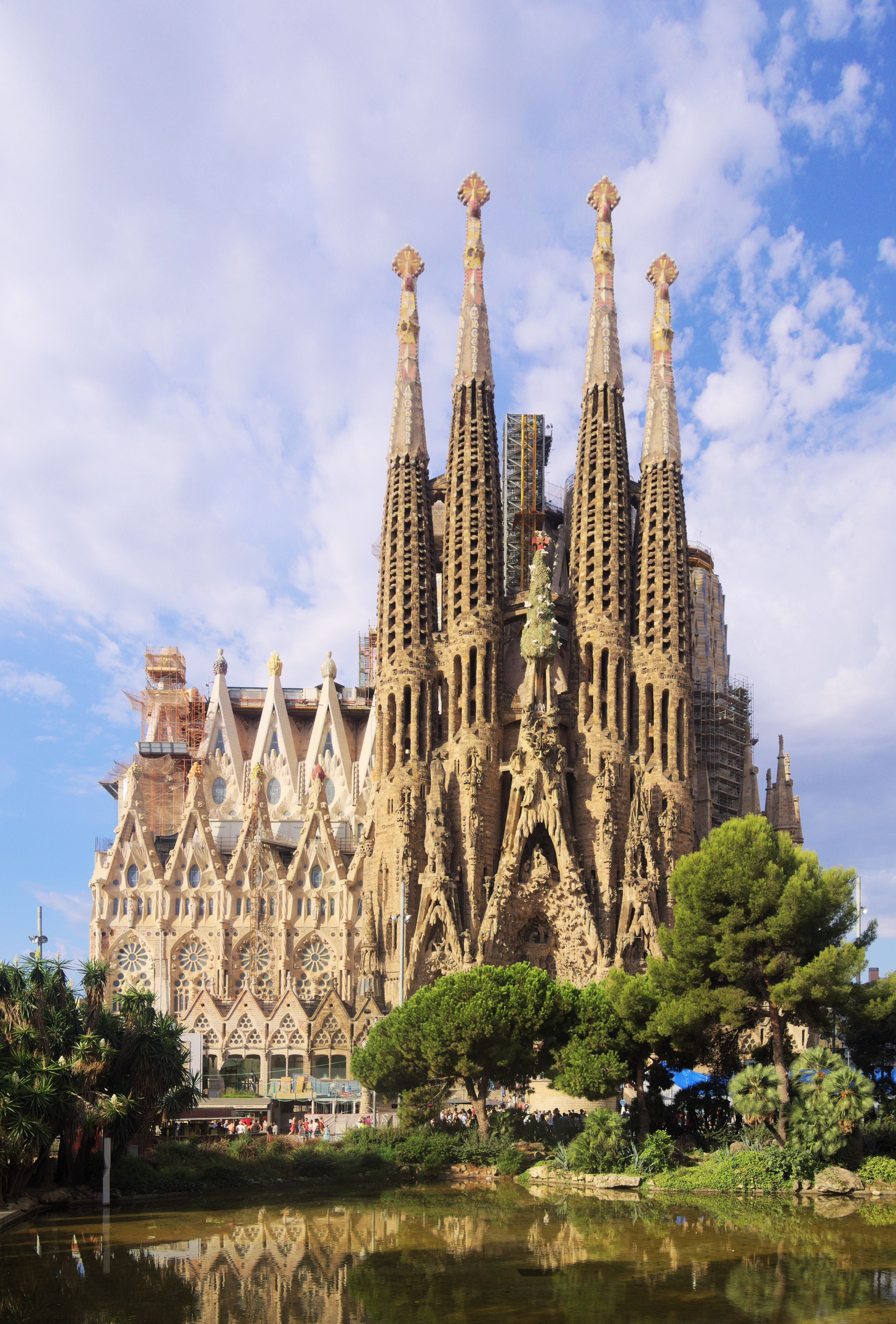
Sagrada Familia (Barcelona, Španělsko)
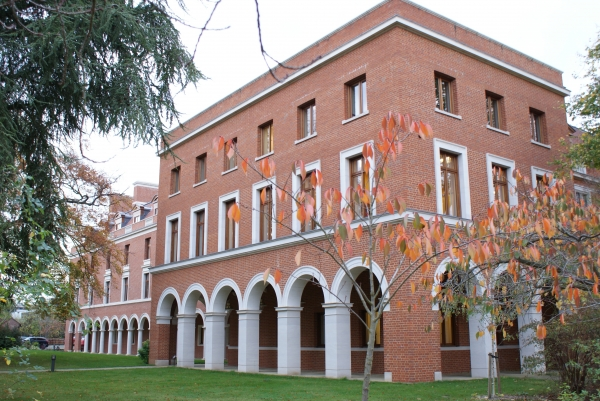
Selwyn College, Cambridge
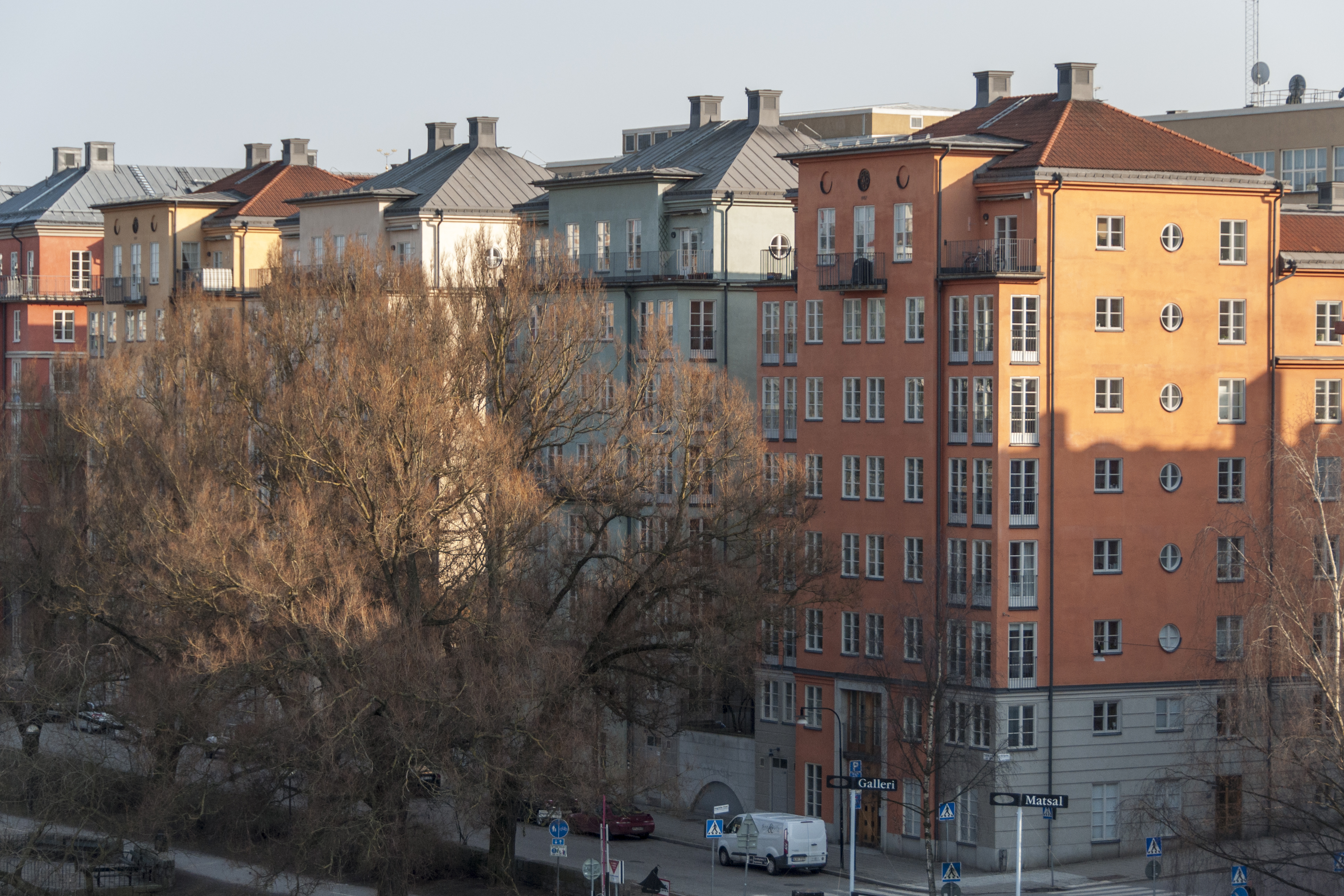
Domy na Kungsholms Strand, Stockholm